# Brenno
Brenno – wieś w Polsce położona w województwie wielkopolskim, w powiecie leszczyńskim, w gminie Wijewo.

## Nazwa
Miejscowość pierwotnie związana była z Wielkopolską. Ma metrykę średniowieczną i istnieje co najmniej od XIV wieku. Wymieniona pierwszy raz w dokumencie z 1352 pod obecnie stosowaną nazwą „Brenno", 1379 „Brenna".
Osadę pod nazwą Brenno jako miasto (łac. opidum) wymienia polski historyk Jan Długosz w swoim XV wiecznym dziele "Chorografia".
Nazwa Brenno pochodzi od brenie, brnie, czyli błoto.

## Historia
Miejscowość była wsią szlachecką należącą do lokalnej wielkopolskiej szlachty. W 1404 wymieniona jako siedziba parafii oraz siedziba opola pod nazwą Brenno. W 1444 należała do powiatu kościańskiego, a w 1567 do powiatu wschowskiego w Koronie Królestwa Polskiego.
Ze względu na prywatną własność przez sprzedaż lub dziedziczenie zmieniali się posiadacze oraz właściciele wsi. W 1352 odnotowano Mszczuja z Brenna, a w 1379 Andrzeja dziedzica i komesa we wsi. W 1401 Brenno musiało zapłacić karę 8 skojców sądowi i 8 skojców Synosze Wilkowskiej z powodu absencji na obradach opolnych „circa opole circa Wilkowo”. W latach 1409–1434 właścicielem był burgrabia kościański w latach 1407-13 oraz stolnik poznański Przybysław Gryżyński (zwany tez Breńskim) syn Wojsława z Gryżyny. W 1439 miejscowość odziedziczyli Andrzej i Wojsław Gryżyńscy synowie zmarłego Jana.
Miejscowość odnotowana została także w regestach podatkowych. W 1510 we wsi było 3/4 łana osiadłego, 1,5 łanów opustoszałych uprawianych przez panią Włoszakowską, sołectwo liczyło 1,5 łana. W miejscowości mieszkało także trzech zagrodników oraz stały dwie karczmy. W 1530 miał miejsce pobór podatków z 9 łanów. Sołtys płacił od 0,5 łana. W 1563 pobór od 14 i 3/4 łana oraz od dwóch karczm. W 1567 miał miejsce pobór od 14 i 3/4 łanów, 12 zagrodników, rzemieślnika, dwóch karczm. W 1581 odbył się pobór od 14 łanów, 10 zagrodników, 10 komorników, 4 rzemieślników, jednego luźnego wieśniaka oraz od dwóch rybaków.
Do 1954 roku istniała gmina Brenno. W latach 1954–1967 wieś należała i była siedzibą władz gromady Brenno, po jej zniesieniu w gromadzie Wijewo. W latach 1975–1998 miejscowość administracyjnie należała do województwa leszczyńskiego.
Ze wsią związana jest postać pustelnika, Bartka z Piekła (1858–1945).

## Zabudowa i zabytki
Wieś liczy około 1200 mieszkańców. Położona jest nad jeziorami Breńskim i Białym. Na położonym obok wsi półwyspie Ostrów nad jeziorem Białym wybudowano szereg ośrodków wypoczynkowych. Jest ośrodkiem letniego wypoczynku i wraz z otaczającymi ją jeziorami i lasami stwarza znakomite warunki do uprawiania turystyki rowerowej, pieszej i wodnej.
W centrum znajduje się parafialny kościół pod wezwaniem św. Jadwigi pochodzący z 1781, barokowy. Wewnątrz klasycystyczny ołtarz główny, 2 barokowe ołtarze boczne i gotycka rzeźba św. Jadwigi z XV w. na ambonie. Przy kościele figura MB Zwycięskiej, upamiętniająca przyłączenie tych ziem do Polski w 1920 r. We wsi znajdują się także dwa zabytkowe wiatraki koźlaki: przy drodze do Wijewa z 1676 r., przy drodze na Ostrów z 1794 r.

## Galeria

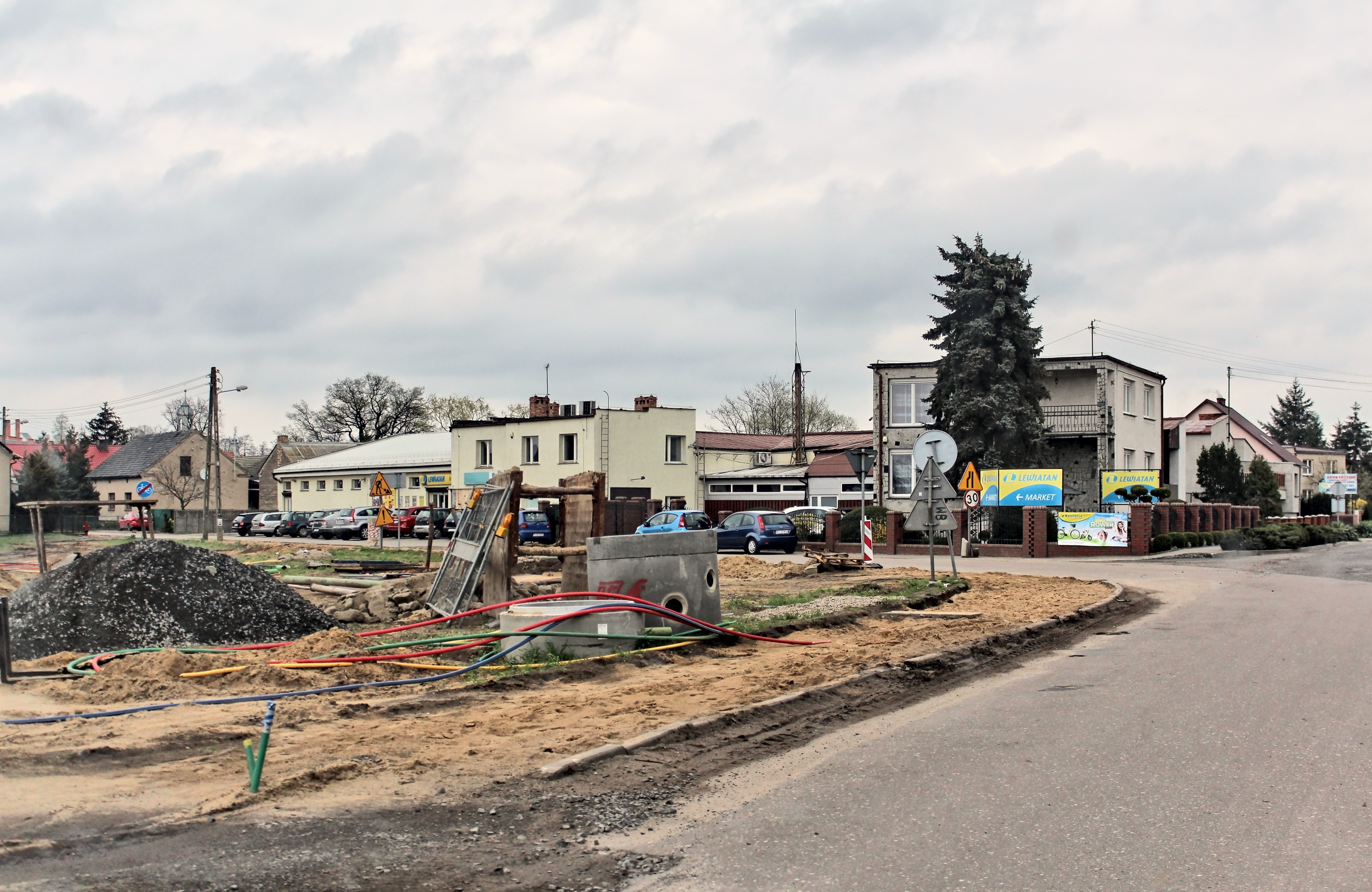
miejscowość
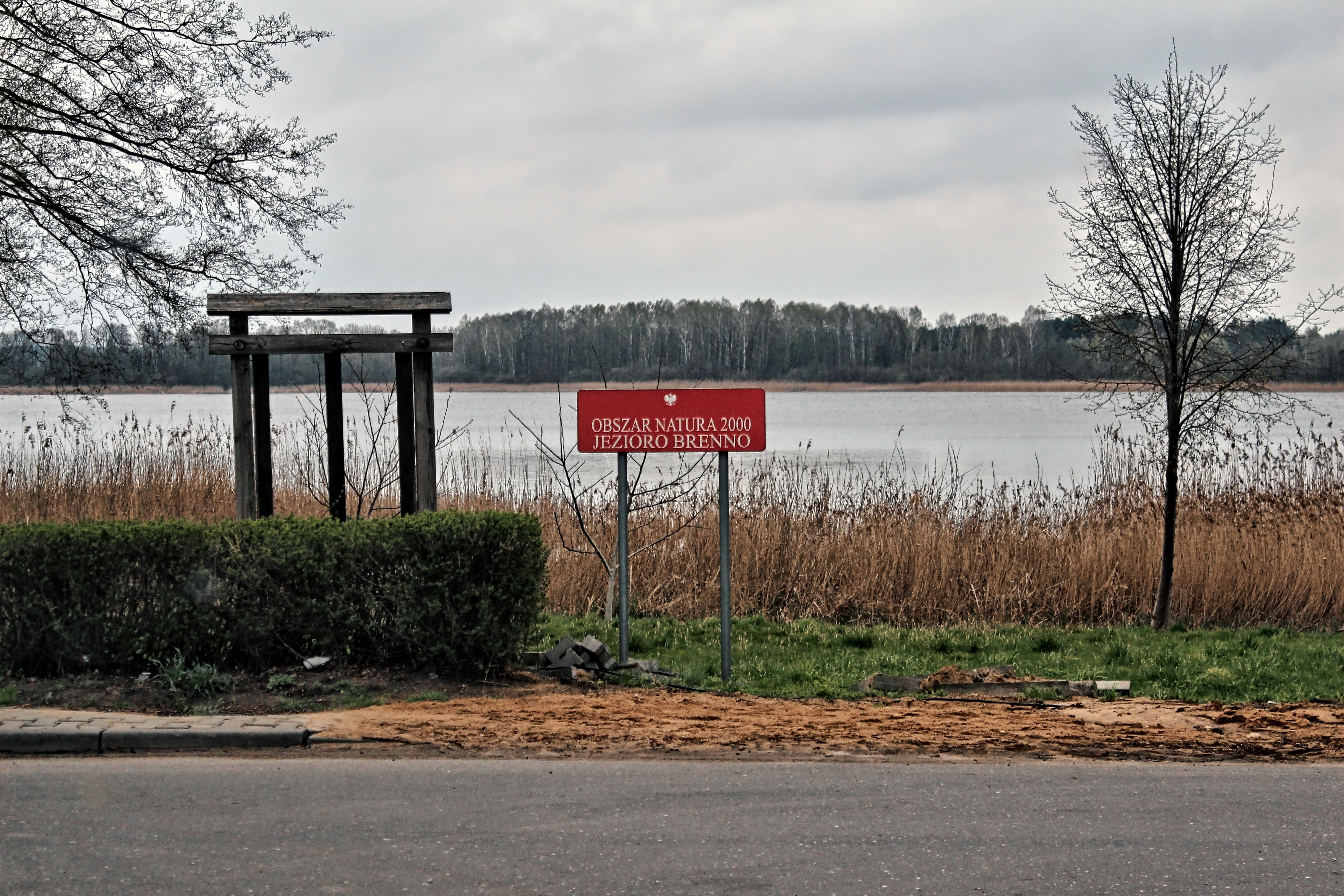
Jezioro Brenno
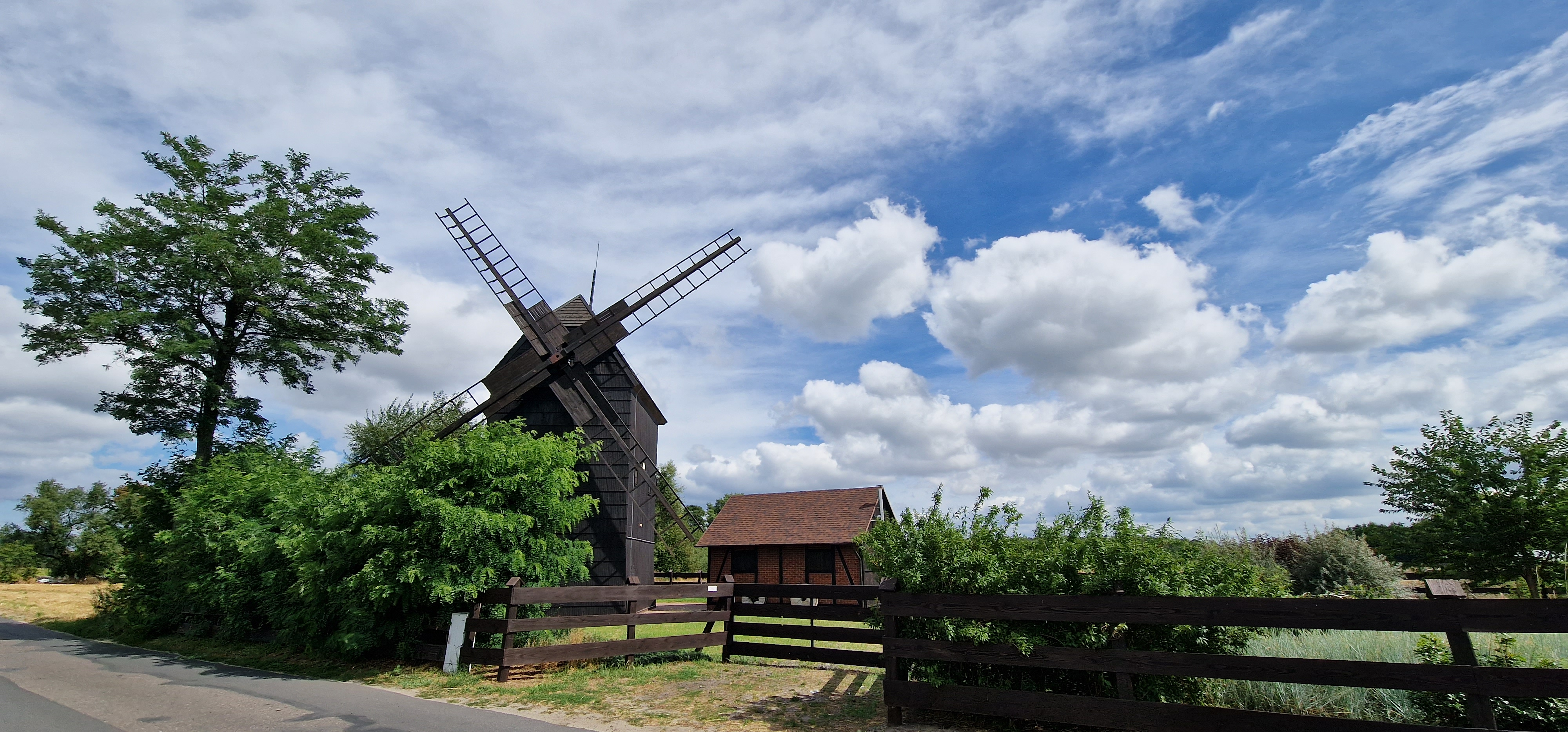
Wiatrak w Brennie